# 좌표계

구면좌표계는 물리학에서 흔히 사용된다.

좌표계(座標系, coordinate system) 혹은 자리표계는 유클리드 공간과 같은 다양체의 점이나 기타 기하학적 요소를 고유하게 결정하기 위해 하나 이상의 숫자인 좌표를 사용하는 체계이다. 스칼라 튜플을 이용해 n차원 공간의 각 지점을 표현하는 방법을 말한다. 여기서 스칼라는 보통 실수, 경우에 따라서는 복소수나 다른 일반적인 환(ring)의 원소를 말하기도 한다. 복잡한 우주에서 스칼라는 우주 전체에 대해 효과적인 좌표계를 산출하지 못하기도 한다. 좌표를 나타내는 방법 중 하나인 데카르트 좌표계는 프랑스의 철학자이자 수학자인 르네 데카르트가 발명했다. 그는 천장에 붙어 있는 파리의 위치를 나타내는 방법에 대해 고민하다가 데카르트 좌표계를 발명해 냈다고 한다.

## 대표적인 좌표계
- 수직선
- 데카르트 좌표계
- 복소평면
- 극좌표
  - 원통 좌표계
  - 구면 좌표계
    - 지리 좌표계
- 천구 좌표계
  - 지평 좌표계
  - 은하 좌표계
  - 적도 좌표계
  - 황도 좌표계
- 관성 좌표계

## 기하학적 객체의 좌표
좌표계는 점의 위치를 지정하는 데 자주 사용되지만 선, 평면, 원 또는 구와 같은 더 복잡한 도형의 위치를 지정하는 데에도 사용될 수 있다. 예를 들어, 플러커 좌표는 공간에서 선의 위치를 결정하는 데 사용된다. 필요한 경우 설명되는 그림의 유형은 좌표계의 유형을 구별하는 데 사용된다. 예를 들어 선 좌표라는 용어는 선의 위치를 지정하는 모든 좌표계에 사용된다.
두 개의 서로 다른 기하학적 도형 세트에 대한 좌표계가 분석 측면에서 동일할 수 있다. 이에 대한 예는 투영 평면의 점과 선에 대한 동차 좌표계이다. 이와 같은 경우의 두 시스템은 이원적이라고 한다. 이원론적 시스템은 한 시스템의 결과가 다른 시스템으로 전달될 수 있는 특성을 가지고 있다. 왜냐하면 이러한 결과는 동일한 분석 결과에 대한 서로 다른 해석일 뿐이기 때문이다. 이것이 쌍대성의 원리로 알려져 있다.

## 같이 보기
- 갈릴레이 변환
- 기준틀
- 갈릴레이 군

## 참고 문헌
- Woods, Frederick S. (1922). 《Higher Geometry》. Ginn and Co. 1ff쪽.